# Huotong Xi
Der Huotong Xi (chinesisch 霍童溪, Pinyin Huòtóng Xī – „Huotong-Fluss“) ist ein Fluss in der südostchinesischen Provinz Fujian. Er entspringt zwischen dem Jiufeng-Gebirge und dem Donggong-Gebirge, von wo er durch den Kreis Pingnan, die Großgemeinden Huotong und Xinan fließt, um dann bei Badu und Qidu in das Ostchinesische Meer (Formosastraße) zu münden.
Der Huotong Xi hat eine Länge von 126 Kilometern und ein Einflussgebiet von 2244 Quadratkilometern.